# Gymnothorax griseus

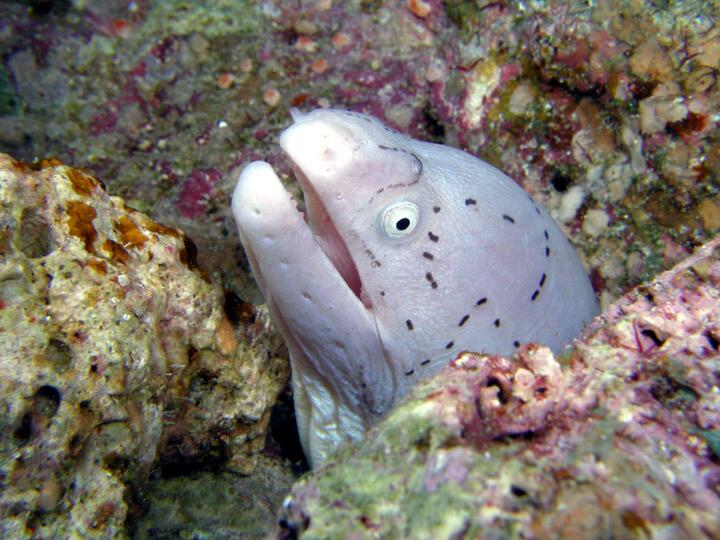
Kop

Gymnothorax griseus is een murene die voorkomt in de Indische Oceaan tot diepten van 40 m. De soort kan een lengte bereiken van zo'n 65 cm.